# Santiago Naveda
Santiago Naveda Lara (* 16. April 2001 in Mexiko-Stadt) ist ein mexikanischer Fußballspieler.

## Karriere

### Verein
Santiago Naveda erlernte das Fußballspielen beim mexikanischen Verein La Herradura FC. Der defensive Mittelfeldspieler wechselte anschließend in die Jugendabteilung von Club América. Am 17. Dezember 2020 debütierte er für die Profimannschaft bei der 1:0-Auswärtsniederlage  gegen Atlanta United im Viertelfinal-Rückspiel der CONCACAF Champions League 2020, als er in der zweiten Halbzeit eingewechselt wurde.
2022 wurde Naveda nach Polen an Miedź Legnica verliehen. Er debütierte am 12. August 2022 am 5. Spieltag der Ekstraklasa 2022/23 bei der 0:1-Heimniederlage gegen Zagłębie Lubin. Er absolvierte außerdem Spiele für die zweite Mannschaft Legnicas in der vierten polnischen Liga.

### Nationalmannschaft
Naveda wurde 2019 erstmalig für die mexikanische U18 nominiert. Am 30. Mai 2022 debütierte er in der mexikanischen U21 beim 1:0-Heimsieg im Freundschaftsspiel gegen Ghana.

## Erfolge
Club América
- Mexikanischer Meister (3): Apertura 2023, Clausura 2024, Apertura 2024